# Crystalstone
Crystalstone es una película de aventura, fantasía y familiar de 1987, dirigida por Antonio Peláez, que a su vez la escribió, musicalizada por Fernando Uribe, en la fotografía estuvo John M. Stephens y el elenco está compuesto por Frank Grimes, Kamlesh Gupta, Sydney Bromley y Terence Bayler, entre otros. El filme fue producido por CCC of America y Crystalstone; se estrenó el 1 de abril de 1987.

## Sinopsis
Abandonados por su padre y con su madre difunta, Pablo, un chico de nueve años, y su hermana menor, María, quieren encontrar una piedra preciosa que es clave para la felicidad eterna.